# Sora tob sakana (アルバム)
『sora tob sakana』（ソラトブサカナ）は、sora tob sakanaの1stアルバム。2016年7月23日に FUJIYAMA PROJECT JAPANからリリースされた。

## 概要
sora tob sakana 2周年記念ワンマンライブ「境界線上のサカナ」で初回盤が先行発売され、2016年7月26日に全国発売された。
初回盤、通常盤の２形態で発売。初回盤は特殊ジャケット仕様でライブ会場限定販売。通常盤は全国流通盤。また本作品は同年のアイドル楽曲大賞アルバム部門の1位となった。

## 収録曲
全作詞・作曲・編曲：照井順政
1. 海に纏わる言葉
2. 夏の扉
3. 広告の街
4. 夜空を全部
  - 1stシングル表題曲
5. 魔法の言葉
  - 2ndシングル表題曲
6. まぶしい
7. My notes
8. Summer Plan
9. 帰り道のワンダー
10. おやすみ
11. Moon Swimming Weekender
12. 新しい朝
13. ケサランパサラン
14. クラウチングスタート

### 参加ミュージシャン（演奏）
リンタロウ(aquarifa) 、中村一太(plenty) 、GOTO(DALLJUB STEP CLUB、あらかじめ決められた恋人たちへ)、Yuta Hoshi（WOZNIAK,DALLJUB STEP CLUB,OUTATBERO,TESTAV,HABIT)、照井淳政、照井順政、森谷一貴 （ハイスイノナサ）、佐藤香